# Батальйон Ріббентропа
Батальйон Ріббентропа — в 1941–1944 роках батальйон особливого призначення військ СС, створений при МЗС Німеччини з ініціативи рейхсміністра Йозефа Ріббентропа, який був його шефом. Командир батальйону — штурмбаннфюрер СС Кюнсберг. Завданням батальйону було після окупації великих міст захоплювати культурні та історичні цінності, бібліотеки, документацію наукових установ, архівні фонди, тощо, і відправляти їх як трофеї до Німеччини. На території України діяла 4-та рота батальйону. Найбільших збитків від її діяльності зазнав Київ, де було пограбовано бібліотеку АН УРСР, Києво-Печерську лавру, музеї Українського образотворчого мистецтва, Російського мистецтва, Західного та Східного мистецтва, Центральний музей Тараса Шевченка, вивезено унікальні древні хроніки Сходу, руські літописи, першодруки Івана Федорова, грамоти російських царів та універсали гетьманів, нумізматичні колекції, колекції старовинної зброї, тощо. У Харкові з картинної галереї ротою вивезено кілька сотень картин та скульптур, а з бібліотеки імені Короленка — багатотисячний фонд цінної літератури. Багато цінностей привласнювалося службовцями батальйону.

## Джерело
- М.В. Коваль.  БАТАЛЬЙОН РІББЕНТРОПА 1941-1944 [Архівовано 28 квітня 2016 у Wayback Machine.] // Енциклопедія історії України : у 10 т. / редкол.: В. А. Смолій (голова) та ін. ; Інститут історії України НАН України. — К. : Наукова думка, 2003. — Т. 1 : А — В. — С. 200. — ISBN 966-00-0734-5.